# Campeonato Catarinense de Futebol Júnior de 2014
O Campeonato Catarinense de Futebol Júnior de 2014 foi a 34ª edição desta competição, e contou com a participação de 10 equipes neste ano, sendo realizada entre os dias 28 de março e 8 de novembro de 2014.
O campeão foi o Avaí que venceu a disputa final contra o Criciúma. Após vencer o primeiro jogo por 2 a 1, gols de Philipe Maia e Iury, o Avaí foi até Criciúma e empatou em 0 a 0, garantindo assim o título da competição.

## Regulamento

### Primeira Fase
Os dez participantes jogam todos contra todos, em turno único. Os quatro melhores avançam para o quadrangular final. Os seis restantes disputam o hexagonal do rebaixamento.

### Semifinais
O primeiro colocado geral enfrenta a quarto colocado eo segundo enfrenta o terceiro, em dois jogos (ida e volta). Os vencedores de cada confronto estarão classificados às finais.

### Final
Disputada no sistema mata-mata em jogos de ida e volta. Em caso de igualdade nos pontos no confronto, a disputa será decidida no saldo de gols e, permanecendo o empate, a equipe de melhor campanha fica com o título. 

### Critérios de desempate
Caso haja empate de pontos entre dois clubes, os critérios de desempates serão aplicados na seguinte ordem:
1. Número de vitórias
2. Saldo de gols
3. Gols marcados
4. Confronto direto
5. Número de cartões vermelhos
6. Número de cartões amarelos
7. Sorteio

## Equipes Participantes
| Equipe              | Município      | Em 2013 | Estádio            | Títulos        |
| ------------------- | -------------- | ------- | ------------------ | -------------- |
| Atlético de Ibirama | Ibirama        | 10º     | Baixada            | 0 (não possui) |
| Avaí                | Florianópolis  | 3º      | C.F.A. Avaí        | 5 (2008)       |
| Brusque             | Brusque        | —       | C.T. do Brusque    | 0 (não possui) |
| Chapecoense         | Chapecó        | 5º      | C.T. Águia Amarela | 0 (não possui) |
| Criciúma            | Criciúma       | 1º      | da Montanha        | 13 (2013)      |
| Figueirense         | Florianópolis  | 4º      | C.T. Figueirense   | 6 (2012)       |
| Joinville           | Joinville      | 2º      | C.T. Joinville     | 6 (1998)       |
| Juventus            | Jaraguá do Sul | 6º      | João Marcatto      | 1 (1996)       |
| Marcílio Dias       | Itajaí         | —       | Hercílio Luz       | 0 (não possui) |
| Metropolitano       | Blumenau       | 8º      | Guilherme Jensen   | 0 (não possui) |

## Confrontos
Para ler a tabela, a linha horizontal representa os jogos da equipe como mandante. A coluna vertical indica os jogos da equipe como visitante.
Jogos do Turno estão em vermelho e os jogos do Returno estão em azul.
|                     | ATL | AVA | BRU | CHA | CRI | FIG | JOI | JUV | MAR | MET |
| ------------------- | --- | --- | --- | --- | --- | --- | --- | --- | --- | --- |
| Atlético de Ibirama | —   | 2–1 | 4–1 | 3–3 | 1–5 | 0–0 | 1–1 | 2–3 | 2–3 | 2–1 |
| Avaí                | 2–1 | —   | 6–0 | 1–1 | 1–1 | 1–0 | 1–2 | 8–0 | 3–2 | 2–1 |
| Brusque             | 0–2 | 1–2 | —   | 1–1 | 0–2 | 1–1 | 0–8 | 0–3 | 0–3 | 2–4 |
| Chapecoense         | 4–2 | 1–3 | 4–0 | —   | 0–1 | 1–1 | 2–1 | 2–0 | 1–0 | 2–1 |
| Criciúma            | 2–0 | 1–2 | 2–1 | 1–2 | —   | 1–0 | 3–0 | 1–0 | 2–1 | 1–2 |
| Figueirense         | 1–1 | 3–1 | 3–1 | 6–1 | 0–0 | —   | 1–0 | 7–0 | 5–0 | 2–1 |
| Joinville           | 4–0 | 0–2 | 4–1 | 1–2 | 3–1 | 1–0 | —   | 6–0 | 0–0 | 1–1 |
| Juventus-SC         | 1–2 | 0–4 | 0–1 | 1–2 | 1–7 | 0–7 | 1–4 | —   | 1–3 | 0–0 |
| Marcílio Dias       | 0–1 | 2–0 | 4–0 | 1–0 | 0–2 | 0–2 | 1–3 | 3–0 | —   | 2–3 |
| Metropolitano       | 1–0 | 1–0 | 0–1 | 3–0 | 1–2 | 1–4 | 0–3 | 0–0 | 0–2 | —   |

| Vitória do mandante | Vitória do visitante | Empate |

## Fase Final
|  | Semifinais  | Semifinais | Semifinais | Semifinais |   |          | Final | Final | Final | Final |
|  |             |            |            |            |   |          |       |       |       |       |
|  | Criciúma*   | 1          | 0          | 1          |   |          |       |       |       |       |
|  | Joinville   | 0          | 1          | 1          |   |          |       |       |       |       |
|  | Joinville   | 0          | 1          | 1          |   | Criciúma | 1     | 0     | 1     |       |
|  |             |            |            |            |   | Criciúma | 1     | 0     | 1     |       |
|  |             | Avaí       | 2          | 0          | 2 |          |       |       |       |       |
|  | Avaí        | Avaí       | 2          | 0          | 2 | 3        | 2     | 5     |       |       |
|  | Avaí        |            |            |            |   | 3        | 2     | 5     |       |       |
|  | Figueirense | 0          | 3          | 3          |   |          |       |       |       |       |

* Vencedor do confronto pela melhor campanha na primeira fase.

### Semi-final 1
Primeiro jogo
| 4 de outubro | Joinville | 0 – 1  | Criciúma         | C.T. do Joinville, Joinville     |
| 15:00        |           | Súmula | 44' Róger Guedes | Árbitro: SC Adriano Diez Previdi |

Segundo Jogo
| 18 de outubro | Criciúma | 0 – 1  | Joinville     | Estádio da Montanha, Nova Veneza |
| 14:00         |          | Súmula | 31' Vanderson | Árbitro: SC Ramon Abatti Abel    |

### Semi-final 2
Primeiro jogo
| 12 de outubro | Figueirense | 0 – 3  | Avaí                            | C.T. Cambirela, Palhoça             |
| 15:30         |             | Súmula | 2' Layo · 25' Luan · 37' Zangão | Árbitro: SC Jayson Giorgio Bernardi |

Segundo Jogo
| 25 de outubro | Avaí                      | 2 – 3  | Figueirense                                 | Estádio da Ressacada, Florianópolis |
| 15:00         | Rômulo 18' · Lucas Sá 85' | Súmula | 25' Carlos Henrique · 46' Ermel · 65' Cunha | Árbitro: SC Ramon Abatti Abel       |

### Final
Primeiro jogo
| 1 de novembro | Avaí                        | 2 – 1  | Criciúma         | Estádio da Ressacada, Florianópolis |
| 16:00         | Philipe Maia 34' · Iury 52' | Súmula | 76' Róger Guedes | Árbitro: SC José Ricardo Pires      |

Segundo jogo
| 8 de novembro | Criciúma | 0 – 0 | Avaí | Estádio Heriberto Hülse, Criciúma |
| 16:00         |          |       |      | Árbitro: SC Ramon Abatti Abel     |

## Premiação
| Campeão Catarinense Júnior 2014 |
| ------------------------------- |
| Avaí (6º título)                |

## Principais artilheiros
| Gols | Jogador         | Clube       |
| ---- | --------------- | ----------- |
| 15   | Gustavo         | Criciúma    |
| 14   | Carlos Henrique | Figueirense |
| 11   | Lucas Sá        | Avaí        |
| 10   | Rafael Furlan   | Joinville   |
| 10   | Yuri            | Chapecoense |
| 8    | Iury            | Avaí        |